# إذاعة سوق أهراس الجهوية
إذاعة سوق أهراس، هي إذاعة جهوية تقع في ولاية سوق أهراس، الجزائر.

## بداية بثها الإذاعي
بدأت إذاعة سوق أهراس بث برامجها بشكل منتظم في 23 فبراير 2005 تحت إشراف مديرها أحمد شرماطي و مدير تنسيقية الإذاعات الجهوية لوناكل شعبان، والأمين العام للولاية بالنيابة مدير الإدارة المحلية مسعود حجاج. كانت مدة البث أول مرة أربع ساعات في اليوم، ثم امتدت المدة إلى ثماني ساعات في 5 يوليو 2005، بعدها وصلت إلى 12 ساعة. ثم مُدد البث على مدار الساعة. في 10 فبراير 2008 تم تقليص البث المحلي إلى 13 ساعة و 20 دقيقة بالإضافة إلى الربط مع القناة الدولية وإذاعة القرآن الكريم، وإذاعة الجزائر.
وتتنوع الشبكة البرامجية لإذاعة سوق أهراس الجهوية بين إخبارية، وتربوية وثقافية ومنوعات، مواكبة في محتواها حركة التنمية عبر الولاية عاكسة نبض المجتمع بمختلف انشغالاته وقطاعاته من خلال عمل إعلامي جواري متعددة الأبعاد ومتنوع الموضوعات، فريق شاب طموح يثابر يوميا من أجل تجسيد هذه الأهداف المسطرة ضمن إستراتجية الإذاعة الجزائرية لترقية رسالتها الإعلامية، مواكبة للتطورات المتنامية لوسائط الاتصال.

## موقع البث
يقع في جبل المسيد بولاية سوق أهراس على أرتفاع 1406 م عن سطح البحر.

## غرف الإذاعة
- استوديو البث
- استوديو الإنتاج
- قاعة التضمين والبث
- مكاتب أدارية
- قاعة تحرير
- قاعة الانتاج
- قاعة حفلات

## وصلات خارجية
- البث الحي المباشر اون لاين

قالب:إذاعات جزائرية